# Telê Santana
Telê Santana da Silva (* 26. Juli 1931 in Itabirito (MG); † 21. April 2006 in Belo Horizonte (MG)) war ein brasilianischer Fußballspieler und -trainer. Internationale Bekanntheit erreichte er zuerst als Trainer der brasilianischen Nationalmannschaft bei den Weltmeisterschaften 1982 und 1986. Seine größten Erfolge hatte er mit dem FC São Paulo, mit dem er in den Jahren 1992 und 93 jeweils die Copa Libertadores und den Weltpokal gewann.

## Laufbahn
Telê Santana begann seine Karriere beim Itabirense FC in seiner Heimatstadt. Er wechselte später zu Fluminense Rio de Janeiro, wo er ab 1967 seine erste Mannschaft, eine Jugendmannschaft von Fluminense, als Trainer übernahm.
Er trainierte die brasilianische Nationalmannschaft zu Zeiten der Weltmeisterschaften 1982 und 1986. Er beendete seine Karriere 1996 beim FC São Paulo, nachdem er die Mannschaft in der ersten Hälfte der 1990er Jahre an ihren Höhepunkt geführt hatte.
Mit Atlético Mineiro gewann er 1970 die Staatsmeisterschaft von Minas Gerais und 1971 die erste offizielle brasilianische Fußballmeisterschaft. Insgesamt saß er zwischen 1970 und 1976 434 mal auf der Trainerbank von Atlético, was Vereinsrekord ist.
Telê Santana starb am 21. April 2006 im Felicio-Rocho-Krankenhaus zu Belo Horizonte an den Folgen einer Dickdarminfektion sowie durch zunehmende Probleme der Nierenfunktion und der Atmung.

## Erfolge

### Als Spieler
- Staatsmeisterschaft von Rio de Janeiro: 1951, 1959
- Copa Rio: 1952
- Torneio Rio-São Paulo: 1957, 1960

### Als Trainer
Fluminense
- Staatsmeisterschaft von Rio de Janeiro: 1969

Atlético Mineiro
- Staatsmeisterschaft von  Minas Gerais: 1970, 1988
- Brasilianische Meisterschaft: 1971

Grêmio
- Staatsmeisterschaft von Rio Grande do Sul: 1977

Al-Ahli
- Meisterschaft von Saudi-Arabien: 1983/84

FC São Paulo
- Staatsmeisterschaft von São Paulo: 1991, 1992
- Brasilianische Meisterschaft: 1991
- Copa Libertadores: 1992, 1993
- Weltpokal: 1992, 1993
- Copa Conmebol: 1994

Nationalmannschaft
- Vize-Meister 1980/81 bei der Mundialito